# Stefan Andersson (musikproducent)
Stefan Andersson är producent och låtskrivare och inte att förväxla med artisten. Stefan Andersson är född 1967 och uppvuxen i Enköping men sedan 1994 utflyttad till Stockholm. Han blev redan i tjugoårsåldern framgångsrik med grupper som So What och Angel som han dessutom gav ut på sitt eget skivbolag ESR Records. Han har verkat i det dolda och är mer känd för branschfolk. Många kända och okända artister har kommit och gått i Enköpingsstudion sedan den byggdes 1987. Bland andra var Anders Bagge och Max Martin tidigt där och samarbetade i olika projekt. Enköping blev till sist för litet och Stefan inledde ett samarbete med EMI Svenska AB där han kom att verka som producent och låtskrivare i cirka åtta år. Han är signad låtskrivare på EMI Publishing efter att ha sålt sitt eget förlag 1994. Han har under åren jobbat med Sveriges artistelit. Bland annat skrev och producerade han albumet med Charlotte Perrelli efter att hon vunnit melodifestivalen med "Tusen och en natt".
I melodifestivalsammanhang arrangerade och producerade han Estlands bidrag "Keelatud maa" som tävlade i Eurovision Song Contest 1997 med Maarja som artist. 
Stefan Andersson har förutom sin karriär som producent också skrivit låtar. Han har skrivit ca 25 topp tio-låtar och dessutom producerat samtliga.
Basic Element är förmodligen hans största framgång med över 10 top tio-hits. Han har dessutom samarbetat med Shebang, Blossom Tainton, Anna Book, So Delicious, Staffan Hellstrand, Petrus Emotion, Annika Ljungberg, Caracola, Martin Svensson med flera.